# كأس العالم 2010 المجموعة السابعة
المجموعة السابعة في كأس العالم لكرة القدم 2010 سوف تلعب النتائج في 15–25 يونيو 2010. تتكون المجموعة من البرازيل، كوريا الشمالية، ساحل العاج، البرتغال.
|  |

| فريق           | نقاط | فرق | عليه | له | خ | ت | ف | لعب |
| -------------- | ---- | --- | ---- | -- | - | - | - | --- |
| البرازيل       | 7    | 3+  | 2    | 5  | 0 | 1 | 2 | 3   |
| البرتغال       | 5    | 7+  | 0    | 7  | 0 | 2 | 1 | 3   |
| ساحل العاج     | 4    | 1+  | 3    | 4  | 1 | 1 | 1 | 3   |
| كوريا الشمالية | 0    | 11− | 12   | 1  | 3 | 0 | 0 | 3   |

## الاستعدادات
تم تعيين السويدي زفن غوران إريكسون مدربًا لمنتخب ساحل العاج في 28 مارس 2010، أي قبل بداية البطولة بشهرين ونصف فقط وخاض معه 3 مباريات ودية فقط حيث خسر من كوريا الجنوبية 0-2 ثم تعادل مع الباراغواي 2-2 ثم فاز على اليابان 2-0.
قرر مدرب منتخب البرتغال كارلوس كيروش خوض 4 مباريات ودية ضد منتخبات إفريقية وآسيوية حيث استطاع التغلب على الصين 2-0 وعلى الكاميرون 3-1 وعلى الموزمبيق 3-0 بينما تعادل سلبيًا مع الرأس الأخضر.
في حين شجع مدرب منتخب البرازيل دونغا كرة القدم في البلدان الإفريقية فقرر خوض مباراتين من أصل ثلاث فيها حيث تغلب على زيمبابوي 3-0 وعلى تنزانيا 5-1 بينما تغلب سابقًا على إيرلندا 2-0.
أما مدرب منتخب كوريا الشمالية كيم جونغ هون خوض 7 مباريات ودية استعدادًا للبطولة حيث استطاع التعادل سلبيًا مع جنوب إفريقيا ومع فنزويلا 1-1 ومع اليونان 2-2 بينما خسر من الباراغواي 0-1 ومن فنزويلا والمكسيك بنفس النتيجة 1-2 ومن نيجيريا 1-3.

## التشكيلات
أثار قرار إريكسون استبعاد مهاجم مرسيليا باكاري كوني الكثير من الاستغراب خصوصًا أنه استطاع أن يكون عامل رئيسي في فوز فريقه ببطولة دوري الدرجة الأولى كما أثار استبعاد كل من فينسينت أنغبان، عبد الله مييته، إيميرس فاييه، غيل يابي يابو، وكانغا أكالي القليل من الاستغراب أيضاً لدى البعض.
في حين استدعى كيروش جميع اللاعبين المتميزين لقائمة منتخب البرتغال من دون أن يعاني من أي انتقادات  ولكنه اضطر بعدها لاستبعاد الجناح ناني الذي تعرض لإصابة في الكتف وضم روبين أموريم الذي لم يسبق له المشاركة دوليًا من قبل.
كعادة كل بطولة كأس عالم فإن الجميع ينتقد مدرب منتخب البرازيل لعدم استدعاء نجوم معروفين ويعود السبب إلى كثرة عدد النجوم في جميع المراكز وهذه المرة تم انتقاد دونغا بسبب عدم ضم كل من جوليو سيرجيو (حراسة المرمى) مارسيلو (الدفاع) رونالدينو، دييغو (الوسط) أليكساندر باتو، أدريانو، رونالدو (الهجوم) الذين يعدون أبرز المستبعدين بينما أثار دونغا الاستغراب الحقيقي عندما قرر ضم لاعب الوسط كاكا على الرغم من عدم تقديمه أداء عالي المستوى في موسم 2009-2010.
وواصل المدرب هون الاعتماد على نفس مجموعة اللاعبين منذ توليه المهمة قبل 3 سنوات.

## المباريات

### ساحل العاج-البرتغال
قال المدافع العاجي كولو توريه بأن مواجهة البرازيل والبرتغال ستكون صعبة ولكنهم يعرفون من أين يؤكل الكتف  بينما قرر الاتحاد الدولي لكرة القدم رفع عقوبة الإيقاف عن المدافع إيمانويل إيبوي. امتدح لاعب الوسط ديديه زوكورا زميله المهاجم ديدييه دروغبا معتبرا إياه لاعب مهم في التشكيلة  وفي المعسكر المقابل قال لاعب الوسط روبين أموريم بأن مشاركة دروغبا ستكون مزعجة لهم لأنه لاعب رائع ويستطيع احداث فارق  بينما قال الجناح سيماو سابروسا بأنه وزملائه يملكون الكثير من الطموح من أجل الوصول إلى أبعد دور ممكن. قال لاعب وسط منتخب البرتغال السابق لويس فيغو بأنه يتوجب على اللاعبين القتال من أجل التأهل إلى المباراة النهائية  بينما رشح لاعب منتخب إنجلترا السابق بوبي تشارلتون نجم منتخب البرتغال كريستيانو رونالدو لكي يكون نجم البطولة. قال مدرب منتخب البرتغال كارلوس كيروش بأن رونالدو وحده لا يستطيع تحقيق النتائج الإيجابية ويجب الاعتماد على العمل الجماعي  بينما أكد المدافع برونو ألفيز أن منتخب ساحل العاج لا يتوقف على تواجد دروغبا فقط. قال لاعب الوسط المخضرم البرازيلي الأصل ديكو بأن منتخب ساحل العاج منافس صعب ولا يرشح منتخب بلاده للفوز بالبطولة. عبر الجناح ناني عن أسفه لغيابه عن هذه البطولة المهمة  بينما عبر المدافع بيبي عن سعادته لتواجده في هذه البطولة بعدما شفي من الإصابة في الوقت المناسب. قال رونالدو بأنه سيبذل قصارى جهده من أجل منتخب بلاده  بينما قال الظهير باولو فيريرا بأن تركيزهم ينصب على مباراة ساحل العاج وليس على مباراة البرازيل. بدأت المباراة في تمام الساعة الرابعة بالتوقيت المحلي حيث سيطر التعادل السلبي على مواجهة ساحل العاج والبرتغال من بدايتها إلى نهايتها. بعد نهاية المباراة عبر دروغبا عن سعادته بالنتيجة التي تعتبر جيدة جدا. أكد مدافع ساحل العاج كولو توريه وظهير البرتغال باولو فيريرا بأنه يتوجب أن لا يخسران في المباراة الأولى وهذا ما حدث. عبر زوكورا عن سعادته بتألقه في مركز قلب الدفاع ومنعه أحد أفضل لاعبي العالم وهو رونالدو من التسجيل. في المعسكر المقابل قال رونالدو بأن منتخب ساحل العاج كان خائفا من منتخب البرتغال ولذلك لعب بتحفظ دفاعي مبالغ فيه  وأيده في كلامه المدرب كيروش الذي قال أن العاجيون اكتفوا بالبقاء في مناطقهم الخلفية بطريقة إسمنتية. عبر ديكو عن عدم سعادته بفقدان نقطتين مهمتين في بداية مشوار البطولة.

### البرازيل-كوريا الشمالية
نفى لاعب الوسط فيليبي ميلو أن يكون هناك مشاكل أو سوء فهم بينه وبين نظيره كاكا ويعود هذا التصريح بسبب حدوث احتكاك بين ميلو وكاكا أثناء التدريبات. قال المدافع لوسيو قائد منتخب البرازيل بأنه يوجد العديد من المنتخبات بالإضافة إلى البرازيل مرشحة للفوز بالبطولة ومنها إسبانيا، الأرجنتين، إيطاليا، وغيرهم  ولكنه يرغب في حمل كأس البطولة مثلما فعلها دونغا من قبله في 1994  بينما قال المهاجم روبينهو بأن المسئولية ملقاة على عاتقه من أجل تحقيق لقب البطولة. أكد لاعب الوسط إيلانو أن كاكا سيثبت للجميع بأنه الأفضل في العالم  بينما أبدى لاعب منتخب البرازيل السابق بيليه قلقه من مستوى كاكا ويأمل في أن يقدم روبينهو أداء عالي المستوى. تعرض الحارس خوليو سيزار إلى إصابة في الظهر  ولكنه شفي من هذه الإصابة وصرح بأنه مستعد بنسبة 100% من أجل المشاركة في المباراة الأولى. رشح لاعب الوسط الإسباني خوان مانويل ماتا كل من البرازيل، الأرجنتين، وإنجلترا للفوز بالبطولة. صرح كاكا بأن كرة جابولاني ليست بهذا السوء ولا داعي لتضخيم الأمر. أكد رئيس جمهورية البرازيل لولا بأن الإسبان لن يفوزوا بالبطولة لأنه ليس لديهم تاريخ فيها. رشح لاعب منتخب ألمانيا السابق فرانز بيكنباور مدرب منتخب البرازيل دونغا ومدرب منتخب الأرجنتين دييغو مارادونا لتكرار ما فعله بالفوز بالبطولة لاعبا ومدربا. ذكرت وسائل الاعلام البرازيلية أن منتخب إسبانيا المنافس الرئيسي لمنتخب البرازيل في الفوز بالبطولة. قال مدرب منتخب بولندا فرانسيزك سمودا أن إسبانيا والبرازيل مرشحان للفوز بالبطولة. خضع 8 لاعبين من منتخب البرازيل لفحص المنشطات بشكل مفاجيء حيث تم ايقاظهم من النوم في فجر يوم 9 يونيو. أكد المهاجم البرازيلي المستبعد أليكساندر باتو بأنه سيكون متواجدا في جنوب أفريقيا وهو يرشح منتخب بلاده للفوز بالبطولة  وهو ما أيده فيه مهاجم منتخب البرازيل المستبعد رونالدو على موقعه الرسمي على تويتر. أكد لاعب الوسط جيلبيرتو سيلفا  والجناح ميشيل باستوس  بأنهما سيردان على الانتقادات الموجهة ضدهما في الملعب بينما قال الظهير دانييل ألفيس بأن لاعب منتخب الأرجنتين ليونيل ميسي يفتقر للدعم من قبل زملائه. أكد المدافع جوان بأن منتخب البرازيل قوي ولا يخشى التعرض للظلم وأن التحكيم سيكون أفضل ما يكون  بينما قال الظهير مايكون بأن هدفه في البطولة هو تحقيق اللقب. أثناء التدريبات حدث نقاش حاد كاد أن يتحول إلى عراك بالأيدي بين الظهير دانييل ألفيس ولاعب الوسط جوليو باتيستا  ولكن نفى ألفيس وجود أي خلاف أو مشاكل بينهما. قال لاعب الوسط راميريز بأنه وزملائه لا يعرفون عن منتخب كوريا الشمالية سوى القليل  بينما دعا الألماني أوتو ريهاغل مدرب منتخب اليونان إلى أن يحترم البرازيليون لاعبي كوريا الشمالية من أجل التغلب عليهم. أكد هداف بطولة 1994 روماريو أن منتخب بلاده لن يواجه أي صعوبة في التغلب على منتخب كوريا الشمالية  بينما قال دونغا بأنه يجب علينا تجنب أي مفاجأة كورية شمالية. أكد المهاجم غرافيت بأن منتخب البرازيل يستطيع تسجيل 4 أهداف كما فعل منتخب ألمانيا في مباراته الأولى أمام منتخب أستراليا. وفي المعسكر المقابل قال المهاجم يونغ تاي سي بأنه سيستطيع تسجيل هدف في مرمى منتخب البرازيل  بينما قال المدرب كيم جونغ هون بأنه يملك اللاعبين المؤهلين للتغلب على البرازيل. قال لاعب الوسط أن يونغ هاك أنهم سيبذلون قصارى جهدهم من أجل الظفر بنتيجة إيجابية  بينما أكد بارك جي سونغ قائد منتخب كوريا الجنوبية أن الشماليين قادرين على مفاجأة البرازيل. بدأت المباراة في تمام الساعة الثامنة والنصف بالتوقيت المحلي. في بداية الشوط الثاني لم يتأخر البرازيليون كثيراً لتسجيل الهدف الأول بعد تمريرة من إيلانو لمايكون الذي قام بتحرك عبقري ثم سدد كرة من زاوية شبه ميتة فاجأت جوك ري الذي توقعها عرضية لتسكن المرمى في الدقيقة 55. لمح روبينيو إيلانو فقدم روبينيو لزميله تمريرة رائعة مرت من خلف ثلاثة مدافعين ليضعها إيلانو بباطن قدمه على يمين الحارس لتتقدم البرازيل 2/0 بعد 72 دقيقة. أحرز جي يون نام هدف الشرف للكوريين الشماليين في الدقيقة 89 وذلك بعد عمل فردي جميل اخترق به الدفاع البرازيلي من الجبهة اليمنى ليواجه خوليو سيزار فيضعها بيسراه داخل المرمى لتنتهي المباراة بفوز البرازيل 2/1. بعد نهاية المباراة قال مايكون بأنه سجل مثل هذا الهدف في مرمى منتخب البرتغال سابقا بينما قال روبينهو أنه سعيد بالفوز ولكنهم فشلوا في خلق فرص سانحة للتسجيل في الجهة اليسرى. قال دونغا بأن المباراة الأولى دائما تكون صعبة  بينما أبدى خوليو سيزار انزعاجه من دخول مرماه هدف في الدقائق الأخيرة. قال المهاجم لويس فابيانو أنه بحاجة للاستمرار في اللعب من أجل تسجيل الأهداف  بينما قال دانييل ألفيس أنه سعيد بالفوز. قال صانع الألعاب كاكا أنه سعيد بالمشاركة في المباراة الأولى على الرغم من الإصابات التي حدث له في الموسم. وفي الجانب الآخر قال هون أنه فخور بالأداء والنتيجة.

### البرازيل – ساحل العاج
بدأ المهاجم البرازيلي روبينهو في تحويل تركيزه بالفعل إلى مباراة منتخب بلاده التالية أمام ساحل العاج حيث قال أعتقد أن مستوانا سيتحسن في المباراة الثانية، أنا واثق من هذا الأمر ويستطيع الناس أن تتوقع منا أداء يتميز بالإرادة القوية وتمثيلا مشرفا لبلادنا. ما كنا نريده هو أن نبدأ البطولة بفوز وحمدا لله أننا نجحنا في تحقيق ذلك. حاول المهاجم المخضرم رونالدو تحفيز زملائه في المنتخب البرازيلي بعد الفوز الهزيل الذي حققه على كوريا الشمالية 2/1 حيث قال توقعي لم يصب لكن كل شيء على ما يرام. إلى الأمام. تهاني إلى أصدقائي في المنتخب. وسط استعدادات كاكا للمشاركة في المباراة الدولية الثمانين له مع المنتخب البرازيلي أمام ساحل العاج تتزايد الضغوط حول صانع الألعاب لكي يثبت للمشككين به أن شبح الإصابة بات دربا من دروب الماضي وأنه مستعد للانطلاق أخيرا على أرض الواقع في المونديال حيث تعهد كاكا قائلا لقد غبت لفترة طويلة ولكنني واثق من أنني سأتحسن مع تقدم البطولة بينما قال المدير الفني دونغا لم يشارك في مباراة بأكملها في الأشهر القليلة الأخيرة لذا نريد إعادة تجهيزه بشكل بطيء. أعتقد أن الفريق العاجي سيكون أصعب منافس لنا بسبب القوة الجسدية التي يمتلكها. اللاعبون يلعبون في أوروبا ويعرفون طريقة لعبنا بينما قال لاعب الوسط المخضرم جلبرتو سيلفا أننا نعول حقا على كاكا. إنه نقطة ارتكاز فريقنا، الشخص الذي يصنع الإيقاع. قال حارس المرمى البرازيلي خوليو سيزار أن ديديه دروغبا لم يقدم شيئا كبيرا في مباراة الذهاب لأن لوسيو قدم مباراة رائعة وأبعد دروجبا عمليا عن مجريات اللقاء وفي مباراة الإياب سنحت لدروجبا بعض الفرص قبل أن يطرد في نهاية المباراة. ستكون مباراة صعبة (غدا) لأن المنتخب العاجي فريق يتميز بالجانب البدني ويجب أن نتوخى الحذر الشديد من الهجمات المرتدة للفريق الإيفواري. قال المهاجم البرازيلي نيلمار اكتسبنا خبرة من المباراة الأولى التي حققنا فيها الفوز ونحتاج لفوز آخر الآن حتى نضمن مقعدنا في الدور التالي ويمكننا تحقيق ذلك مبكرا وسنحاول تحقيقه. قال لاعب الوسط البرازيلي جوليو باتيستا ستكون أصعب مبارياتنا لأنهم يتميزون بالقوة البدنية. قال المدافع العاجي إيمانويل إيبوي إذا دافعنا بشكل جيد سنستطيع تحقيق نتيجة جيدة. كل لاعب لديه شعور جيد للغاية ولدينا الثقة بأنفسنا. إذا شارك دروجبا سيكون أمرا رائعا بالنسبة لنا. قال المدير الفني السويدي للمنتخب العاجي زفن غوران إريكسون لا تندهشوا إذا رأيتم دروجبا في التشكيل الأساسي بالمباراة المقبلة أمام البرازيل. لعب دورا فعالا عندما شارك في منتصف الشوط الثاني أمام البرتغال. إنه لاعب مهم بالفريق وتحسنت حالته الصحية بشكل ملحوظ. ستكون مباراة صعبة ولكن بالنظر إلى ما قدمناه أمام البرتغال وسنكون قادرين على تفجير مفاجأة. قال لاعب الوسط العاجي إسماعيل تيوتي التغلب على المنتخب البرازيلي ليس مستحيلا. أحترم هذا المنتخب لأنه ربما يكون الفريق الأفضل في العالم ولكننا لا نخشاه. بدأت المباراة في تمام الساعة الثامنة والنصف بالتوقيت المحلي. باغت لويس فابيانو المنتخب العاجي بهدف رائع للمنتخب البرازيلي في الدقيقة 25 اثر هجمة سريعة استغل فيها كاكا مهاراته العالية في التحكم بالكرة على منطقة الجزاء ومرر الكرة إلى فابيانو الذي اخترق الدفاع العاجي بمهارة فائقة وسدد الكرة من زاوية صعبة في سقف المرمى العاجي الذي وقف حارسه ينظر للكرة ولا يستطيع أن يفعل لها شيئا. تلقى فابيانو الكرة على حدود منطقة جزاء ساحل العاج في الدقيقة 50 فراوغ ديديه زوكورا بمهارة فائقة ثم راوغ سياكا تييني وهيأ الكرة بيده لتصبح على قدمه اليسرى ليسددها بقوة من داخل منطقة الجزاء على يسار الحارس الذي لمس الكرة بيده قبل أن تكمل طريقها إلى داخل الشباك. المنتخب البرازيلي نجح في تسجيل الهدف الثالث في الدقيقة التالية اثر هجمة من ناحية اليسار اخترق على إثرها كاكا منطقة جزاء ساحل العاج بمحاذاة خط النهاية ثم مرر الكرة زاحفة متقنة إلى زميله إيلانو داخل منطقة الجزاء فلم يجد الأخير أي صعوبة في إيداعها المرمى على يسار الحارس ليكون الهدف الثالث للبرازيل في هذه المباراة. تعددت المحاولات الهجومية من الفريقين في الدقائق التالية حتى نجح ديدييه دروجبا في تسجيل هدف لساحل العاج اثر تمريرة من يايا توريه في الدقيقة 79 قابلها دروجبا بضربة رأس دون أي مضايقة من الدفاع لتسكن الكرة الشباك البرازيلية على يسار خوليو سيزار. مع اقتراب المباراة من نهايتها توترت أعصاب اللاعبين وزادت الاحتكاكات فأنذر الحكم كلا من البرازيلي كاكا والعاجي إسماعيل تيوتي ولكن ذلك لم يوقف حالة العصبية والتوتر بين اللاعبين حيث زادت الاحتكاكات لتتوقف المباراة في الدقيقة 88 ويشهر الحكم البطاقة الصفراء الثانية في وجه كاكا ويطرده من أرض الملعب قبل استئناف اللقاء. تم اختيار مهاجم منتخب البرازيل لويس فابيانو أفضل لاعب في المباراة. قال طبيب المنتخب البرازيلي جوزيه لويس رونكو أصيب إيلانو بضربة قوية في الكاحل الأيمن لكن الأمر لا يبدو خطيرا على الإطلاق. العلاج سيكون الثلج والراحة والعلاج الطبيعي لكنني أعتقد بأنه يستطيع اللعب أمام البرتغال بينما قال إيلانو أعتقد أن الحكم كان بمقدوره أن يكون أكثر صرامة فالواقعة حدثت بجواره ولم يحتسب الكرة خطأ. بعدها قام نفس اللاعب بارتكاب خطأ عنيف مع روبنييو. كان لابد من طرده وفي النهاية طرد كاكا الذي لم يفعل شيئا. أعرب كارلوس دونغا المدير الفني للمنتخب البرازيلي عن تذمره الكامل من التحكيم في المباراة التي فاز فيها منتخبه على ساحل العاج 3/1 حيث قال كانت مباراة صعبة وقوية للغاية وبها العديد من الأخطاء المحتسبة. على من يديرون المباريات فهم ما تعنيه كرة القدم وما ليس بكرة قدم وألا يتركوا أمورا كالتي وقعت تحدث. مع ساحل العاج نواجه فريقا لا يتركنا نلعب مع تركه مساحات ضيقة للغاية وتمتعه بلياقة بدنية عالية. كان طردا غير مبرر على الإطلاق. ارتكبوا عليه خطأ قبلها وحصل هو على الإنذار. لا أعرف إذا ما كان علي تهنئة لاعب ساحل العاج. إيلانو، روبينيو، كاكا كلهم تعرضوا للضرب العنيف. لعبنا أفضل بكثير من ساحل العاج وحصلنا على بطاقات صفراء أكثر منهم. لا أعرف بالفعل ما الذي ينبغي علينا عمله. اعتبر لاعب الوسط البرازيلي كاكا أن البطاقة الصفراء الثانية التي حصل عليها من الحكم الفرنسي ستيفان لانوي ظالمة بعد أن تصدى بكوعه لصدر المهاجم الإيفواري عبد القادر كيتا وذلك خلال فوز منتخب البرازيل على ساحل العاج 3/1 حيث قال أعتقد أن اللقطات تتحدث بدلا عني. لقد شاهدناها في غرف الملابس وأعتقد أن الاتحاد الدولي لكرة القدم يراها كذلك وسيخرج بنتيجة. لم يكن من الجيد تحول المباراة إلى العنف فذلك ليس أمرا جيدا لكرة القدم لكنني أعتقد أن الاتحاد الدولي لكرة القدم سيعرف ما عليه فعله مع الحكام بينما قال قائد منتخب البرازيل لوسيو لم يحدث شيء، لاعب ساحل العاج جرى ناحية كاكا الذي لا أعتقد أنه حتى قد رآه. كاكا لم يفعل شيئا سيئا ولم يرتكب أي خطأ. أكد المهاجم البرازيلي لويس فابيانو أن أول الهدفين الذين أحرزهما في فوز منتخب بلاده على ساحل العاج 3/1 كان هدية لابنته جيوفانا التي أتمت في نفس اليوم عامها السادس. قال جيلبرتو سيلفا لاعب خط وسط البرازيلي أنه لا يفهم سبب طرد كاكا وأضاف كان هناك المزيد من الضغوط من جانب لاعبيهم لأن الحكم لم ير الواقعة وكذلك لم ير حكم الراية الواقعة وأوضح لست متأكدا مما إذا كان حكم الراية قد شاهد شيئا ولكنه تعرض للطرد بسبب الضغط وأعتقد أن اللاعب البديل دخل المباراة باحثا عن المشاكل وهذا ما رأيته خلال المباراة ولكننا جميعا نقف بجوار كاكا ونسانده ونعرف أنه لم يرتكب أي خطأ. قال غاي ديميل المدافع العاجي أن كاكا في الحقيقة كان محظوظا للغاية وقال ديميل في وقت سابق من المباراة عندما سقط لاعب على أرض الملعب حاول كاكا ركله، أنني أسف ولكن إذا قام لاعب من فريقنا بذلك كان سيحصل مباشرة على بطاقة حمراء وأضاف كاكا حصل فقط على بطاقة صفراء ثانية وسيغيب لمباراة واحدة، أعتقد أن البرازيليين يجب أن يقل حديثهم عن هذا الأمر وأكد إنه أمر محزن بالطبع ولكن مستحق، يجب أن يكون سعيدا لأنه حصل على بطاقتين صفراوتين وليس بطاقة حمراء مباشرة لقد حاول توجيه دفعة بالكوع للاعب وهذا في الطبيعي يستحق بطاقة حمراء. مازلت أعتقد أن البرازيل لديها فريق رائع ولاعبين مذهلين وكانوا يستحقون الفوز.

### البرتغال - كوريا الشمالية
قدم صانع ألعاب المنتخب البرتغالي ديكو اعتذارا عن الانتقادات التي وجهها إلى مديره الفني كارلوس كيروش عقب تعادل المنتخب البرتغالي مع نظيره العاجي سلبيا وقال ديكو إنه تحدث إلى زملائه ويعتقد أن المسألة التي أثارت اضطرابات في البرتغال انتهت الآن وكان ديكو قد أبدى اعتراضه على طريقة كيروش عقب المباراة قائلا إن خطة المدير الفني كانت خاطئة وإنه لم يكن راضيا عن تغييره في المباراة وتوقعت وسائل الإعلام البرتغالية أن يكون ديكو ضمن البدلاء في المباراة المقبلة المقررة أمام المنتخب الكوري الشمالي أو أن يستبعده المدير الفني من الفريق ولكن كيروش واجه انتقادات أيضا بسبب أسلوبه الدفاعي في المباراة أمام ساحل العاج. أكد النجم البرتغالي كرستيانو رونالدو أن بلاده ستخرج فائزة من المباراة المصيرية أمام كوريا الشمالية ولكن يجب أن نتوخى الحذر من الهجمات المرتدة للفريق الآسيوي وكان هناك بعض مظاهر التوتر خلال تدريبات المنتخب البرتغالي ولكن المدرب كارلوس كيروش أكد أن فريقه على دراية بمدى أهمية المباراة. أبدى المدير الفني للمنتخب البرتغالي كارلوس كيروش أسفه لإتباع العديد من المنتخبات المشاركة في البطولة طرق لعب دفاعية. أبدى لاعب وسط منتخب البرتغال كريستيانو رونالدو تعاطفه مع زميله السابق في مانشستر يونايتد الإنجليزي واين روني الذي وجهت إليه انتقادات لاذعة بسبب تراجع مستواه مع المنتخب الإنجليزي خلال كأس العالم. صرح المهاجم الكوري الشمالي جونغ تاي سي بأنه يتمنى عودة السلام في منطقة شبه الجزيرة الكورية واندماج الدولتين كوريا الجنوبية والشمالية تحت لواء واحد وأمة واحدة. المهاجم جونغ تاي سي والذي أفصح عن أمنيته للإعلام الكوري الجنوبي أكد بأنه يخطط في إقدام خطوة قد تكون مغامرة وهي ارتدائه لقميص داخلي يحمل شعار جمهورية كوريا الموحدة من أجل إظهارها بعد أن ينجح في إحراز هدف بمرمى منتخب البرتغال. خطوة تاي سي تعتبر من المخالفات التي يحاربها الاتحاد الدولي لكرة القدم لأنها تندرج تحت الشعارات السياسية التي تمنع من الظهور في ملاعب كرة القدم وهذا الأمر قد يكلف المهاجم تاي سي حصوله على بطاقة صفراء مجانية في وقت يحتاج المنتخب الكوري الشمالي إلى مجهوداته من أجل مواصلة المستويات المتميزة في كأس العالم إلا أن تاي سي رفض الاهتمام بقرار الاتحاد الدولي لكرة القدم بحيث أكد بأنه مستعد لهذه الخطوة التي تدعم توحيد الكوريتين بلفت أنظار العالم حول شبه الجزيرة الكورية والتي تواجه المشاكل السياسية في الوقت الحاضر. لم يكتف لاعب الوسط الكوري الشمالي جي يون نام بمفاجأة النقاد الرياضيين والجماهير بهزه شباك منتخب البرازيل بالمباراة التي انتهت بخسارة بلاده بهدفين مقابل هدف وحيد بل زاد جي يون نام من دهشة الجميع بعد نهاية المباراة عندما قام بإظهار قوته الجسمانية والعضلات التي يمتلكها بعد تبادل قميصه مع أحد لاعبي المنتخب البرازيلي ليكون اللاعب الكوري الشمالي الوحيد الذي يمتاز بالقوة الجسمانية. قناة إس بي إس الكورية الجنوبية والتي نقلت صورة اللاعب بعضلاته المفتولة أكدت بأن جسمانية اللاعب ساعدته في اختراق منطقة الجزاء البرازيلية قبل أن يقوم بتسديد كرة قوية بقدمه اليسرى ليهز شباك البرازيل إلا أن القناة الكورية الجنوبية أشادت بمستواه الفني والذي ساعد منتخبه في تقديم مستوى مميز أمام منتخب البرازيل وهو الذي لم يسبق له الاحتراف بأي ناد أوروبي بل اكتفى باللعب في صفوف فريق 25 أبريل والذي يعتبر من أقوى الأندية في الدوري الكوري الشمالي. نفى الاتحاد الدولي لكرة القدم ما أثير من مزاعم حول هروب أربعة من لاعبي منتخب كوريا الشمالية وعقب المباراة الأولى للفريق تكهنت وسائل إعلام عالمية بهروب أربعة لاعبين من البعثة لطلب اللجوء السياسي وكان السبب في هذه الشائعة وجود 19 لاعبا فقط في المباراة التي خاضتها كوريا الشمالية أمام البرازيل. أكد لاعب الوسط الكوري الشمالي جي يون نام بأنه كان يطمح في الانتصار على منتخب البرازيل من أجل إهدائه إلى زعيم كوريا الشمالية كيم جونغ إل. بدأت المباراة في تمام الساعة الواحدة والنصف بالتوقيت المحلي. وسط المحاولات الكورية خطف المنتخب البرتغالي هدف التقدم في الدقيقة 29 اثر تمريرة بينية متقنة من تياغو مينديز إلى راؤول ميريلس الذي تقدم بها وسددها من داخل حدود منطقة الجزاء في الزاوية البعيدة على يمين الحارس الكوري محرزا هدف التقدم. أسفر الضغط الهجومي البرتغالي عن الهدف الثاني في الدقيقة 53 اثر كرة طولية تلقاها ميراليس وتبادلها مع هوغو ألميدا على حدود منطقة الجزاء ثم مررها بينية متقنة إلى سيماو سابروسا المنطلق من الناحية اليمنى ليلعبها سيماو زاحفة من بين قدمي الحارس الكوري إلى داخل الشباك. لم يترك المنتخب البرتغالي فرصة لمنافسه من أجل ترتيب الأوراق حيث شن الفريق هجمة من الناحية اليسرى ولعب على إثرها كوينتراو عرضية رائعة قابلها ألميدا بضربة رأس متقنة إلى داخل الشباك في الدقيقة 56. المنتخب البرتغالي وجه لمنافسه لطمة جديدة عندما سجل الهدف الرابع اثر هجمة سريعة منظمة مرر منها رونالدو الكرة عرضية رائعة لم يجد تياجو أي صعوبة في إيداعها المرمى. نجح ليدسون في تسجيل الهدف الخامس للمنتخب البرتغالي في الدقيقة 81 اثر تمريرة من دودا ليكون الهدف من صناعة وتسجيل البدلاء. توالت الهجمات البرتغالية وأبى رونالدو أن يخرج من هذه المباراة دون أن يشارك في كعكة الأهداف ونجح بالفعل في تسجيل هدف فريقه السادس بمهارة فائقة في الدقيقة 87. اختتم تياجو أهداف اللقاء في الدقيقة 89 بالهدف الثاني له وهو السابع للفريق بينما فشلت محاولات كوريا الشمالية لتسجيل هدف حفظ ماء الوجه. تم اختيار لاعب وسط منتخب البرتغال كريستيانو رونالدو أفضل لاعب في المباراة. أكد كارلوس كيروش المدير الفني للمنتخب البرتغالي أن الفوز الساحق لفريقه على منتخب كوريا الشمالية لم يضمن تأهل فريقه بشكل نهائي إلى الدور الثاني. في وقت تشهد فيه العلاقات السياسية المتوترة بين الجارتين الشمالية والجنوبية في شبه الجزيرة الكورية قامت جماهير كوريا الجنوبية بمساندة وتشجيع منتخب كوريا الشمالية والتي لعبت أمام البرتغال وانتهت بخسارة قاسية للشماليين بسبعة أهداف نظيفة. الجماهير الكورية الجنوبية والتي تعاطفت مع جارتها الشمالية تواجدت في ساحة معبد بوذا بالعاصمة سيؤول لمشاهدة المباراة عبر شاشات التلفاز ليكون عدد الحاضرين نحو 1500 مشجع. الجماهير الجنوبية تفاعلت مع هجمات جيرانهم الشماليين والتي لم تصل للشباك البرتغالية قبل أن تتلقى شباكهم سبعة أهداف لتدخل الجماهير في حالة حزن تعاطفاً مع الجار الشمالي في وقت تشهد الساحة السياسية النزاعات بين الحكومتين الشمالية والجنوبية بسبب قضية غرق السفينة الحربية التابعة لكوريا الجنوبية. وبعد نهاية المباراة قامت الجماهير الكورية الجنوبية برفع اللافتات التي تدعوا للوحدة الكورية تحت شعار أمة واحدة والذي يعتبر حلم الشعبين الجنوبي والشمالي في العيش سوياً بدولة واحدة اسمها جمهورية كوريا. مسئول التجمع الجماهيري في ساحة معبد بوذا السيد يا تاي هيون أكد على حبه لجيرانه الشماليين والتعاطف معهم في كأس العالم. رفض المدرب كيم يونج هون المدير الفني لمنتخب كوريا الشمالية إلقاء اللوم على لاعبيه بعد الهزيمة الثقيلة التي مني بها الفريق أمام نظيره البرتغالي وأوضح المدرب أن فريقه يجب أن يستعيد توازنه سريعا وأن يسعى لتحقيق الفوز على المنتخب العاجي في الجولة الثالثة. لأول مرة في تاريخ الشعب الكوري الشمالي قامت القناة الحكومية في البلاد بالبث على الهواء مباشرةً مباراة المنتخبين الكوري الشمالي والبرتغالي. القناة الحكومية في كوريا الشمالية والتي اشترت حقوق مباريات كأس العالم 2010 من اتحاد إذاعات آسيا والمحيط الهادي كانت ترفض نقل أحداث المباريات بالبث المباشر خوفاً من ظهور صور حملات المعارضين لحكومة بيونغ يانغ لتعتمد على البث التسجيلي في كل مباريات كأس العالم إلا أنهم تلقوا التطمينات من اللجنة المنظمة لكأس العالم بعدم تواجد حملات الجماعات الحقوقية في مدرجات مباريات كأس العالم لتقوم القناة الحكومية بنقل مباراة منتخبها مع البرتغال بالبث المباشر لأول مرة في تاريخ البلاد ولكن من سوء الحظ أن بثها التاريخي للمباراة انتهت سلبية لمنتخبها بحيث شاهد الشعب الكوري الشمالي بشكل مباشر خسارة منتخبها بنتيجة كبيرة وصلت إلى سبعة أهداف دون رد لتدخل هذه المباراة في سجلات تاريخ التلفاز الحكومي من أوسع أبوابه.

### البرتغال - البرازيل
أثنت الصحافة البرازيلية على الانتصار الكبير الذي حققته البرتغال على كوريا الشمالية 7/ 0 وأظهرت قلقا قبل المواجهة المقبلة التي تجمع منتخب السامبا الذي يغيب عنه نجمه كاكا لطرده في مباراة ساحل العاج برفاق كريستيانو رونالدو. قال كارلوس كيروش المدير الفني للمنتخب البرتغالي أن فريقه سيسعى لتحقيق الفوز على نظيره البرازيلي. أصبح من المرجح أن يغيب لاعبا خط الوسط البرازيلي إيلانو والبرتغالي ديكو عن المباراة المرتقبة بين المنتخبين ويغيب عن هذا اللقاء أيضا كاكا صانع ألعاب المنتخب البرازيلي للإيقاف بعد طرده في لقاء الفريق أمام نظيره العاجي وأصيب إيلانو لاعب في كاحل القدم اليمنى خلال المباراة أمام ساحل العاج واستأنف إيلانو التدريبات ولكنه أدى مرانا منفردا بعدما شعر بآلام في قدمه أما ديكو فتعرض للإصابة في أعلى الفخذ خلال تدريبات المنتخب البرتغالي قبل مباراته أمام منتخب كوريا الشمالية وتردد أن اللاعب لم يتعاف تماما. قال كارلوس دونغا المدير الفني للمنتخب البرازيلي بعد دقائق من خروج المنتخب الإيطالي حامل اللقب من الدور الأول إنه لم تصبه الدهشة إزاء ذلك. تفوق قلب دفاع المنتخب البرازيلي لوسيو على أسطورة الكرة البرازيلي بيليه في عدد المباريات التي لعبها في سجل مشاركات المنتخب البرازيلي ببطولة كأس العالم وذلك بمشاركة القائد لوسيو في المباراة أمام المنتخب البرتغالي وبذلك يكون لوسيو قد شارك في 15 مباراة مع المنتخب البرازيلي في كأس العالم وقال لوسيو إن التفوق على بيليه في عدد المشاركات أسعده رغم أن هدفه في البطولة هو إحراز اللقب مع المنتخب البرازيلي. بدأت المباراة في تمام الساعة الرابعة بالتوقيت المحلي. انتهت المباراة بالتعادل السلبي بدون أهداف. تم اختيار لاعب وسط منتخب البرتغال كريستيانو رونالدو أفضل لاعب في المباراة. فاز كريستيانو رونالدو قائد المنتخب البرتغالي بجائزة رجل المباراة (أفضل لاعب) في لقاء منتخب بلاده مع نظيره البرازيلي وبذلك احتكر رونالدو الجائزة على مدار مباريات الفريق في المجموعة السابعة حيث سبق له أن توج بالجائزة في مباراتي الفريق السابقتين أمام ساحل العاج وكوريا الشمالية وتنازل رونالدو عن الجائزة لزميله تياغو مينديز في المباراة السابقة التي تغلب فيها الفريق على كوريا الشمالية بسبعة أهداف نظيفة قبل أن يحصل عليها مجددا. أبدى كارلوس كيروش المدير الفني للمنتخب البرتغالي رضائه عن أداء فريقه في المباراة التي انتهت بالتعادل السلبي أمام المنتخب البرازيلي. أكد كارلوس دونغا المدير الفني للمنتخب البرازيلي أنه ليس سعيدا بالتعادل السلبي أمام المنتخب البرتغالي. رفض لوسيو قائد المنتخب البرازيلي الكشف عن المكافآت المالية التي وعد بها الفريق في حال توج بلقب كأس العالم وبصفته القائد المخضرم الذي قاد الفريق البرازيلي للقب كأس العالم 2002 وشارك معه في لحظة الخروج من مونديال 2006 فإنه يمثل اللاعبين في عملية التفاوض مع الاتحاد البرازيلي لكرة القدم حول المكافآت المالية التي سيحصل عليها الفريق في حال فاز بلقب المونديال للمرة السادسة وأبقى اللاعبون والاتحاد البرازيلي لكرة القدم على قيمة المكافآت في طي الكتمان بعد التوصل لاتفاق في مايو الماضي ووفقا لصحيفة أو ايستادو دي ساو باولو البرازيلية فإنه في حالة الفوز بلقب كأس العالم سيحصل المدرب وكل لاعب على مكافأة مالية تبلغ 550 ألف دولار ولكن صحيفة فولا دي ساو باولو أشارت إلى أن المكافآت تبلغ نحو 195 ألف دولار لكل لاعب.

### كوريا الشمالية - ساحل العاج
تخوف الإعلام الرياضي في الصين من مستقبل لاعبي المنتخب الكوري الشمالي بعد أن تلقوا خسارة تاريخية من منتخب البرتغال بسبعة أهداف دون رد ليخرج مبكراً من منافسات كأس العالم وكانت إحدى الصحف الصينية قد كشفت عن المصير الحقيقي لمنتخب الكوري الشمالي بعام 1966 والذين تمكنوا من تحقيق إنجاز تاريخي بوصولهم لدور الربع النهائي بكأس العالم في إنجلترا بحيث أوضحت الصحيفة بأن حكومة بيونغ يانغ في ذلك الوقت قامت بإرسالهم إلى المناجم ومعسكرات الجيش بعد وصولهم من إنجلترا بسبب غضب الحكومة من خسارة منتخبها أمام البرتغال بنتيجة 3/5 ليتلقوا التوبيخ والعقوبات الشديدة بدلاً من تكريمهم بعد انتصارهم على إيطاليا والتأهل لدور الربع النهائي إلا أن مسئولي الاتحاد الكوري الشمالي لكرة القدم قاموا بنفي تلك الشائعات بعد انتشارها في الإعلام الصيني. أفردت وسائل الإعلام الأميركية تقارير تؤكد فيها بأن حاكم كوريا الشمالية الزعيم كيم جونغ إل يتدخل في خطط وتكتيك مدرب المنتخب الكوري الشمالي السيد كيم جونغ هون بمباريات كأس العالم. المحطة الرياضية الشهيرة إي إ سبي إن أكدت بأن المدرب كيم جونغ هون يتلقى التعليمات التكتيكية من زعيم البلاد كيم جونغ آيل عبر هاتف محمول ولكن غير مرئي بفضل حجمه الصغير والذي لا يكون واضحاً للجماهير والوسائل الإعلامية إلا أن صحيفة تشوسون ايلبوا الكورية الجنوبية نفت استخدام المدرب كيم جونغ هون هاتف المحمول في المباريات ولكنها في نفس الوقت أكدت بأنه يتلقى التعليمات من زعيم بلاده قبل أنطلاق المباريات وأيضا بين شوطي المباراة أي في غرف الملابس وبل ألمحت بعض المصادر الكورية الجنوبية بأن الزعيم كيم جونغ آيل تدخل في فرض خططه التكتيكية بين شوطي مباراة كوريا الشمالية والبرتغال عندما أجبر المدرب كيم جونغ هون على تغيير خطته من الدفاع إلى الهجوم ليتلقى منتخبه خسارة قاسية وصلت إلى سبعة أهداف وهذا الأمر جعل حكومة بيونغ يانغ ترفض تحميل اللاعبين مسؤولية الخسارة الكارثية أمام البرتغال. إشاعة تدخل زعيم الدولة بخطط المدرب كيم جونغ هون تجد التأكيد من الإعلام الأميركي وأيضا الكوري الجنوبي بحيث أكدت محطة هيئة الإذاعة الأميركية بأن الزعيم كيم جونغ آيل يسهر إلى ساعات الفجر بسبب فارق التوقيت بين بيونغ يانغ وجنوب أفريقيا من أجل متابعة مباريات منتخبه على الهواء مباشرةً وهذا الأمر يساعده في إرسال تعليماته التكتيكية للمدرب كيم جونغ هون والتي تكون في أغلب الأحيان غير مدروسة مثل ما حدث أمام البرتغال بحيث كان يطمح الزعيم كيم جونغ آيل في وصول منتخبه إلى الدور الثاني من أجل رفع سمعته داخلياً وخارجياً والتي تعاني من المشاكل السياسية إلا أن قدرات لاعبيه الفنية وأيضا قوة منتخبات المجموعة السابعة جعلت مشوار منتخبه ينتهي مبكراً في الدور الأول. ما زال لاعبو منتخب ساحل العاج التي خسرت 1/3 أمام البرازيل مؤمنين بقدرة فريقهم على التأهل إلى دور الثمن النهائي من المونديال حتى لو كان الأمل ضعيفا وأكد العاجي غاي ديميل أن بلاده ستبذل قصارى جهدها لتحافظ على فرصتها الضعيفة في التأهل. بدأت المباراة في تمام الساعة الرابعة بالتوقيت المحلي. أسفر الضغط المتواصل لمنتخب ساحل العاج عن هدف السبق في الدقيقة 13 بعد أن أهدى عبد القادر كيتا زميله يايا توريه تمريرة متقنة على حدود منطقة الجزاء ليخطفها توريه مباشرة بقدمه اليمنى إلى داخل الشباك. أعلنت الدقيقة 19 عن الهدف الثاني لمنتخب ساحل العاج بعد أن نفذ ديديه دروغبا قذيفة صاروخية من خارج منطقة الجزاء ولكنها اصطدمت بالعارضة وارتدت إلى روماريك الذي أكملها برأسه إلى داخل الشباك. سجل البديل سولومون كالو الهدف الثالث لساحل العاج في الدقيقة 83 إثر تمريرة رائعة من أرونا دنداني ليسددها كالو مباشرة إلى داخل الشباك. تم اختيار مهاجم منتخب ساحل العاج ديدييه دروغبا أفضل لاعب في المباراة. أكد السويدي زفن غوران إريكسون المدير الفني للمنتخب العاجي أنه راض عن المستوى الذي ظهر به فريقه في كأس العالم رغم الخروج من دور المجموعات.

## ساحل العاج × البرتغال
| ساحل العاج | 0 – 0   | البرتغال |
| ---------- | ------- | -------- |
|            | التقرير |          |

| ساحل العاج | البرتغال |

| ساحل العاج:       |    |                 |     |     |
|                   |    |                 |     |     |
| GK                | 1  | بوبكر باري      |     |     |
| RB                | 20 | غاي ديميل       | 21' |     |
| CB                | 4  | كولو توريه      |     |     |
| CB                | 5  | ديديه زوكورا    | 7'  |     |
| LB                | 17 | سياكا تييني     |     |     |
| DM                | 19 | يايا توريه      |     |     |
| CM                | 21 | إيمانويل إيبوي  |     | 89' |
| CM                | 9  | إسماعيل تيوتي   |     |     |
| RW                | 10 | غيرفينهو        |     | 82' |
| LW                | 8  | سولومون كالو    |     | 66' |
| CF                | 15 | أرونا دنداني    |     |     |
| البدلاء:          |    |                 |     |     |
| FW                | 11 | ديديه دروغبا    |     | 66' |
| MF                | 18 | عبد القادر كيتا |     | 82' |
| MF                | 13 | روماريك         |     | 89' |
| المدرب:           |    |                 |     |     |
| زفن غوران إريكسون |    |                 |     |     |

| البرتغال:    |    |                  |     |     |
|              |    |                  |     |     |
| GK           | 1  | إدواردو          |     |     |
| RB           | 3  | باولو فيريرا     |     |     |
| CB           | 2  | برونو ألفيز      |     |     |
| CB           | 6  | ريكاردو كارفاليو |     |     |
| LB           | 23 | فابيو كوينتراو   |     |     |
| DM           | 8  | بدرو منديز       |     |     |
| CM           | 20 | ديكو             |     | 62' |
| CM           | 16 | راؤول ميريلس     |     | 85' |
| RW           | 7  | كرستيانو رونالدو | 21' |     |
| LW           | 10 | داني             |     | 55' |
| CF           | 9  | ليدسون           |     |     |
| البدلاء:     |    |                  |     |     |
| FW           | 11 | سيماو سابروسا    |     | 55' |
| MF           | 19 | تياغو مينديز     |     | 62' |
| MF           | 17 | روبن أموريم      |     | 85' |
| المدرب:      |    |                  |     |     |
| كارلوس كيروش |    |                  |     |     |

| رجل المباراة: كرستيانو رونالدو مساعدي الحكم: بابلو فاندبن ماوريتشيو إسبينوسا الحكم الرابع: مارتين فازكيوز الحكم الخامس: ميغل نيفاس |

## البرازيل × كوريا الشمالية
| البرازيل                | 2 - 1   | كوريا الشمالية |
| ----------------------- | ------- | -------------- |
| مايكون 55' · إيلانو 72' | التقرير | 89' جي يون نام |

| البرازيل | كوريا الشمالية |

| البرازيل: |    |                 |     |     |
|           |    |                 |     |     |
| GK        | 1  | خوليو سيزار     |     |     |
| RB        | 2  | مايكون          |     |     |
| CB        | 3  | لوسيو           |     |     |
| CB        | 4  | جوان دوس سانتوس |     |     |
| LB        | 6  | مايكل باستوس    |     |     |
| DM        | 8  | جلبرتو سيلفا    |     |     |
| CM        | 7  | إيلانو          |     | 73' |
| CM        | 5  | فيليبي ميلو     |     | 84' |
| AM        | 10 | كاكا            |     | 78' |
| SS        | 11 | روبينهو         |     |     |
| CF        | 9  | لويس فابيانو    |     |     |
| البدلاء:  |    |                 |     |     |
| DF        | 13 | دانييل ألفيز    |     | 73' |
| FW        | 21 | نيلمار          |     | 78' |
| MF        | 18 | راميريز         | 88' | 84' |
| المدرب:   |    |                 |     |     |
| دونغا     |    |                 |     |     |

| كوريا الشمالية: |    |               |  |     |
|                 |    |               |  |     |
| GK              | 1  | ري ميونج جوك  |  |     |
| RB              | 2  | تشا جونج هيوك |  |     |
| CB              | 13 | باك تشول جين  |  |     |
| CB              | 4  | باك نام تشول  |  |     |
| LB              | 5  | ري كوانج تشون |  |     |
| DM              | 3  | ري جون إيل    |  |     |
| RM              | 11 | مون إن جوك    |  | 80' |
| LM              | 8  | جي يون نام    |  |     |
| AM              | 10 | هونج يونج جو  |  |     |
| AM              | 17 | آن يونج هاك   |  |     |
| CF              | 9  | جونج تاي سي   |  |     |
| البدلاء:        |    |               |  |     |
| FW              | 6  | كيم كوم إي    |  | 80' |
| المدرب:         |    |               |  |     |
| كيم جونج هن     |    |               |  |     |

| رجل المباراة: مايكون مساعدي الحكم: جابور إيروس. تيبور فاموس الحكم الرابع: صبح الدين محمد صالح الحكم الخامس: ياكسن مو |

## البرازيل × ساحل العاج
| البرازيل                           | 1 – 3   | ساحل العاج       |
| ---------------------------------- | ------- | ---------------- |
| لويس فابيانو 25'، 50' · إيلانو 62' | التقرير | 79' ديديه دروغبا |

| البرازيل | ساحل العاج |

| البرازيل: |    |                 |         |       |
|           |    |                 |         |       |
| GK        | 1  | خوليو سيزار     |         |       |
| RB        | 2  | مايكون          |         |       |
| CB        | 3  | لوسيو           |         |       |
| CB        | 4  | جوان دوس سانتوس |         |       |
| LB        | 6  | مايكل باستوس    |         |       |
| DM        | 8  | جلبرتو سيلفا    |         |       |
| CM        | 7  | إيلانو          |         | 67'   |
| CM        | 5  | فيليبي ميلو     |         |       |
| AM        | 10 | كاكا            | 85' 88' |       |
| SS        | 11 | روبينهو         |         | 90+3' |
| CF        | 9  | لويس فابيانو    |         |       |
| البدلاء:  |    |                 |         |       |
| DF        | 13 | دانييل ألفيز    |         | 67'   |
| MF        | 18 | راميريز         |         | 90+3' |
| المدرب:   |    |                 |         |       |
| دونغا     |    |                 |         |       |

| ساحل العاج:       |    |                 |     |     |
|                   |    |                 |     |     |
| GK                | 1  | بوبكر باري      |     |     |
| RB                | 20 | غاي ديميل       |     |     |
| CB                | 4  | كولو توريه      |     |     |
| CB                | 5  | ديديه زوكورا    |     |     |
| LB                | 17 | سياكا تييني     | 31' |     |
| DM                | 19 | يايا توريه      |     |     |
| CM                | 21 | إيمانويل إيبوي  |     | 72' |
| CM                | 9  | إسماعيل تيوتي   | 86' |     |
| RW                | 15 | أرونا دنداني    |     | 54' |
| LW                | 8  | سولومون كالو    |     | 68' |
| CF                | 11 | ديديه دروغبا    |     |     |
| البدلاء:          |    |                 |     |     |
| FW                | 10 | غيرفينهو        |     | 54' |
| MF                | 18 | عبد القادر كيتا | 75' | 68' |
| MF                | 13 | روماريك         |     | 72' |
| المدرب:           |    |                 |     |     |
| زفن غوران إريكسون |    |                 |     |     |

| رجل المباراة: لويس فابيانو مساعدي الحكم: إيريك دانسولت لوران أوجو الحكم الرابع: صبح الدين محمد صالح الحكم الخامس: اكسن مو |

## البرتغال × كوريا الشمالية
| البرتغال                                                                        | 0 – 7   | كوريا الشمالية |
| ------------------------------------------------------------------------------- | ------- | -------------- |
| ميريلس 29' · سيماو 53' · ألميدا 56' · تياغو 60'، 89' · ليدسون 81' · رونالدو 87' | التقرير |                |

| البرتغال | كوريا الشمالية |

| البرتغال:    |    |                  |     |     |
|              |    |                  |     |     |
| GK           | 1  | إدواردو          |     |     |
| RB           | 13 | ميغيل مونتيرو    |     |     |
| CB           | 6  | ريكاردو كارفاليو |     |     |
| CB           | 2  | برونو ألفيز      |     |     |
| LB           | 23 | فابيو كوينتراو   |     |     |
| DM           | 8  | بدرو منديز       | 38' |     |
| CM           | 16 | راؤول ميريلس     |     | 70' |
| RM           | 19 | تياغو مينديز     |     |     |
| RW           | 7  | كرستيانو رونالدو |     |     |
| LW           | 11 | سيماو سابروسا    |     | 74' |
| CF           | 18 | هوغو ألميدا      | 70' | 77' |
| البدلاء:     |    |                  |     |     |
| MF           | 14 | ميغيل فيلوسو     |     | 70' |
| DF           | 5  | دودا             |     | 74' |
| FW           | 9  | ليدسون           |     | 77' |
| المدرب:      |    |                  |     |     |
| كارلوس كيروش |    |                  |     |     |

| كوريا الشمالية: |    |               |     |     |
|                 |    |               |     |     |
| GK              | 1  | ري ميونج جوك  |     |     |
| RB              | 2  | تشا جونج هيوك |     | 75' |
| RCB             | 13 | باك تشول جين  | 32' |     |
| CB              | 3  | ري جون إيل    |     |     |
| LCB             | 8  | جي يون نام    |     |     |
| LB              | 5  | ري كوانج تشون |     |     |
| DM              | 17 | آن يونج هاك   |     |     |
| RM              | 11 | مون إن جوك    |     | 58' |
| CM              | 4  | باك نام تشول  |     | 58' |
| LM              | 10 | هونج يونج جو  | 47' |     |
| CF              | 9  | جونج تاي سي   |     |     |
| البدلاء:        |    |               |     |     |
| MF              | 15 | كيم يونج جون  |     | 58' |
| FW              | 6  | كيم كوم إي    |     | 58' |
| DF              | 16 | نام سونج تشول |     | 75' |
| المدرب:         |    |               |     |     |
| كيم جونج هن     |    |               |     |     |

| رجل المباراة: كرستيانو رونالدو مساعدي الحكم: باتريكو باسيوالتو فرانشيسكو موندريا الحكم الرابع: جيروم دامون الحكم الخامس: أنوك مولاف |

## البرتغال × البرازيل
| البرتغال | 0 – 0 | البرازيل |
| -------- | ----- | -------- |
|          | تقرير |          |

| البرتغال | البرازيل |

| البرتغال:    |    |                  |     |     |
|              |    |                  |     |     |
| حارس مرمى    | 1  | إدواردو          |     |     |
| ظهير أيمن    | 21 | ريكاردو كوستا    |     |     |
| قلب دفاع     | 6  | ريكاردو كارفاليو |     |     |
| قلب دفاع     | 2  | برونو ألفيز      |     |     |
| ظهير أيسر    | 5  | فابيو كوينتراو   | 25' | 54' |
| وسط مدافع    | 15 | بيبي             | 40' | 64' |
| وسط محوري    | 19 | تياغو            | 31' |     |
| وسط محوري    | 16 | راؤول ميريلس     |     | 84' |
| جناح أيمن    | 10 | داني             |     |     |
| جناح أيسر    | 23 | دودا             | 45' |     |
| مهاجم        | 7  | كرستيانو رونالدو |     |     |
| البدلاء:     |    |                  |     |     |
| وسط          | 11 | سيماو            |     | 54' |
| وسط          | 8  | بدرو منديز       |     | 64' |
| وسط          | 14 | ميغيل فيلوسو     |     | 84' |
| المدرب:      |    |                  |     |     |
| كارلوس كيروش |    |                  |     |     |

| البرازيل: |    |                |     |     |
|           |    |                |     |     |
| حارس مرمى | 1  | خوليو سيزار    |     |     |
| ظهير أيمن | 2  | مايكون         |     |     |
| قلب دفاع  | 3  | لوسيو          |     |     |
| قلب دفاع  | 4  | جوان           | 25' |     |
| ظهير أيسر | 6  | مايكل باستوس   |     |     |
| وسط مدافع | 8  | جلبرتو سيلفا   |     |     |
| وسط أيمن  | 13 | دانييل ألفيز   |     |     |
| وسط أيسر  | 5  | فيليبي ميلو    | 43' | 44' |
| وسط مهاجم | 19 | جوليو بابتيستا |     | 82' |
| مهاجم     | 21 | نيلمار         |     |     |
| مهاجم     | 9  | لويس فابيانو   | 15' | 85' |
| البدلاء:  |    |                |     |     |
| وسط       | 17 | جوسوي          |     | 44' |
| وسط       | 18 | راميريز        |     | 82' |
| مهاجم     | 23 | غرافيتي        |     | 85' |
| المدرب:   |    |                |     |     |
| دونغا     |    |                |     |     |

| Man of the Match: كرستيانو رونالدو (البرتغال) مساعد الحكم: هيكتور فيرغارا (كندا) مارفين تورينتيرا (المكسيك) الحكم الرابع: بيتر أوليري (نيوزيلندا) الحكم الخامس: برينت بيست (نيوزيلندا) |

## كوريا الشمالية × ساحل العاج
| كوريا الشمالية | 3 – 0 | ساحل العاج                                      |
| -------------- | ----- | ----------------------------------------------- |
|                | تقرير | يايا توريه 14' · روماريك 20' · سولومون كالو 82' |

| كوريا الشمالية | ساحل العاج |

| كوريا الشمالية: |    |                |  |     |
|                 |    |                |  |     |
| حارس مرمى       | 1  | ري ميونغ غوك   |  |     |
| ظهير أيمن       | 2  | تشا جونغ هيوك  |  |     |
| قلب دفاع        | 13 | باك تشول جين   |  |     |
| قلب دفاع        | 3  | ري جون إل      |  |     |
| قلب دفاع        | 8  | جي يون نام     |  |     |
| ظهير أيسر       | 5  | ري كوانغ تشون  |  |     |
| وسط محوري       | 17 | أن يونغ هاك    |  |     |
| وسط محوري       | 4  | باك نام تشول   |  |     |
| جناح أيمن       | 10 | هونغ يونغ جو ك |  |     |
| جناح أيسر       | 11 | مون إن غوك     |  | 67' |
| مهاجم           | 9  | جونغ تاي سي    |  |     |
| البدلاء:        |    |                |  |     |
| مهاجم           | 12 | تشوي كوم تشول  |  | 67' |
| المدرب:         |    |                |  |     |
| كيم جونغ هون    |    |                |  |     |

| ساحل العاج:       |    |                 |  |     |
|                   |    |                 |  |     |
| حارس مرمى         | 1  | بوبكر باري      |  |     |
| ظهير أيمن         | 21 | إيمانويل إيبوي  |  |     |
| قلب دفاع          | 4  | كولو توريه      |  |     |
| قلب دفاع          | 5  | ديديه زوكورا    |  |     |
| ظهير أيسر         | 3  | أرثر بوكا       |  |     |
| وسط مدافع         | 19 | يايا توريه      |  |     |
| وسط محوري         | 13 | روماريك         |  | 79' |
| وسط محوري         | 9  | شيخ تيوتي       |  |     |
| جناح أيمن         | 18 | عبد القادر كيتا |  | 64' |
| جناح أيسر         | 10 | غيرفينهو        |  | 64' |
| مهاجم             | 11 | ديديه دروغبا    |  |     |
| البدلاء:          |    |                 |  |     |
| مهاجم             | 15 | أرونا دنداني    |  | 64' |
| مهاجم             | 8  | سولومون كالو    |  | 64' |
| مهاجم             | 7  | سيدو دومبيا     |  | 79' |
| المدرب:           |    |                 |  |     |
| زفن غوران إريكسون |    |                 |  |     |

| أفضل لاعب في المباراة: ديديه دروغبا (ساحل العاج) مساعد الحكم: فيرمين مارتينيز إبانيز (إسبانيا) خوان كارلوس يوستي خيمينيز (إسبانيا) الحكم الرابع: ماسيمو بوساكا (سويسرا) الحكم الخامس: ماتياس أرنيت (سويسرا) |